# Bodružal
Bodružal (1927 bis 1973 slowakisch Bodružaľ, russinisch Бодружал/Bodruschal, ungarisch Rózsadomb – bis 1902 Bodruzsal) ist eine Gemeinde in der Nordostslowakei. Sie liegt in den Niederen Beskiden, südlich des Duklapasses und 15 km von Svidník.
Das Dorf entstand im 16. Jahrhundert. Die größte Sehenswürdigkeit ist die griechisch-katholische Holzkirche St. Nikolaus aus dem Jahre 1658 im Barockstil. 2008 wurde die Kirche in die UNESCO-Welterbeliste aufgenommen.

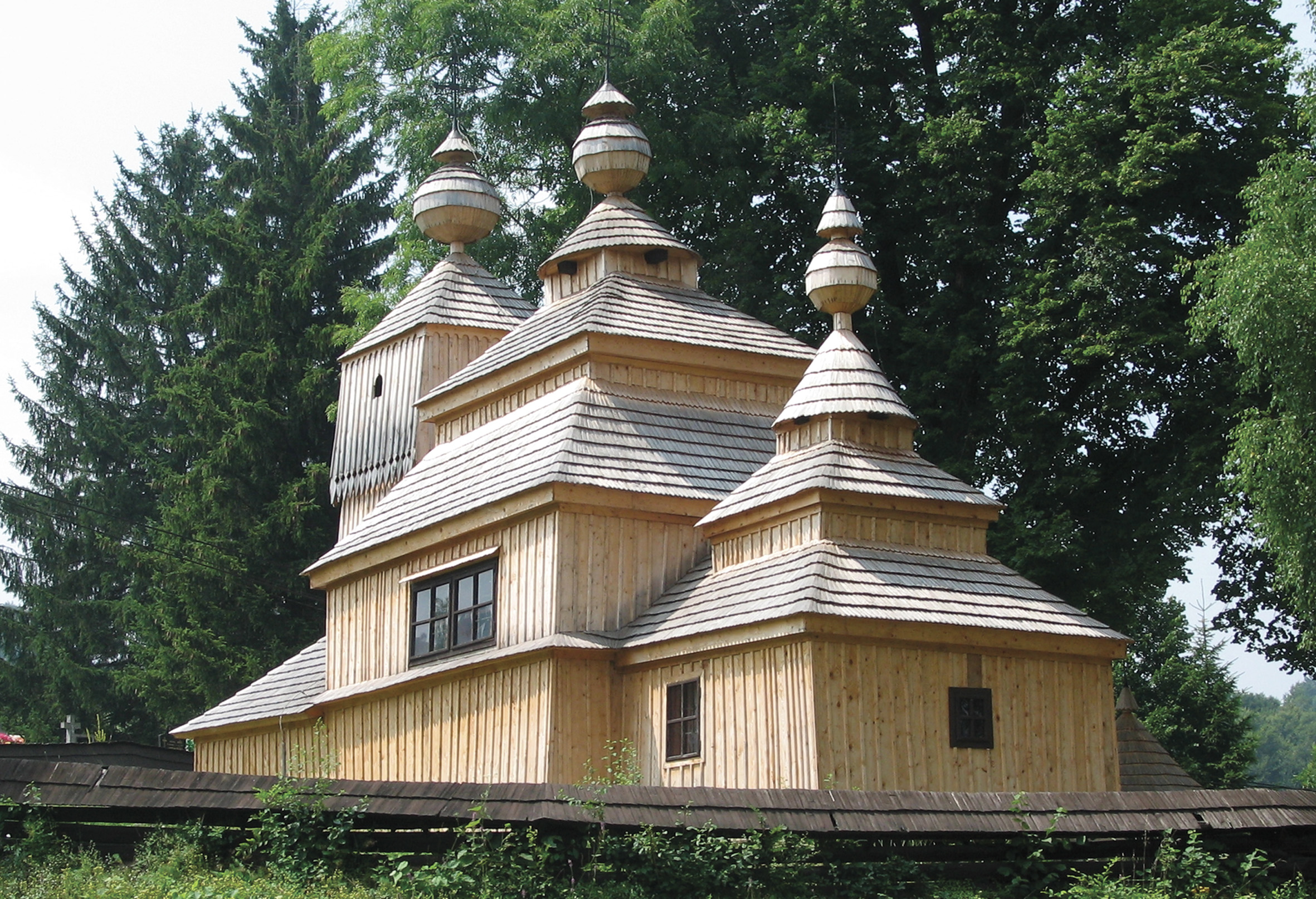
Kirche des Hl. Nikolaus
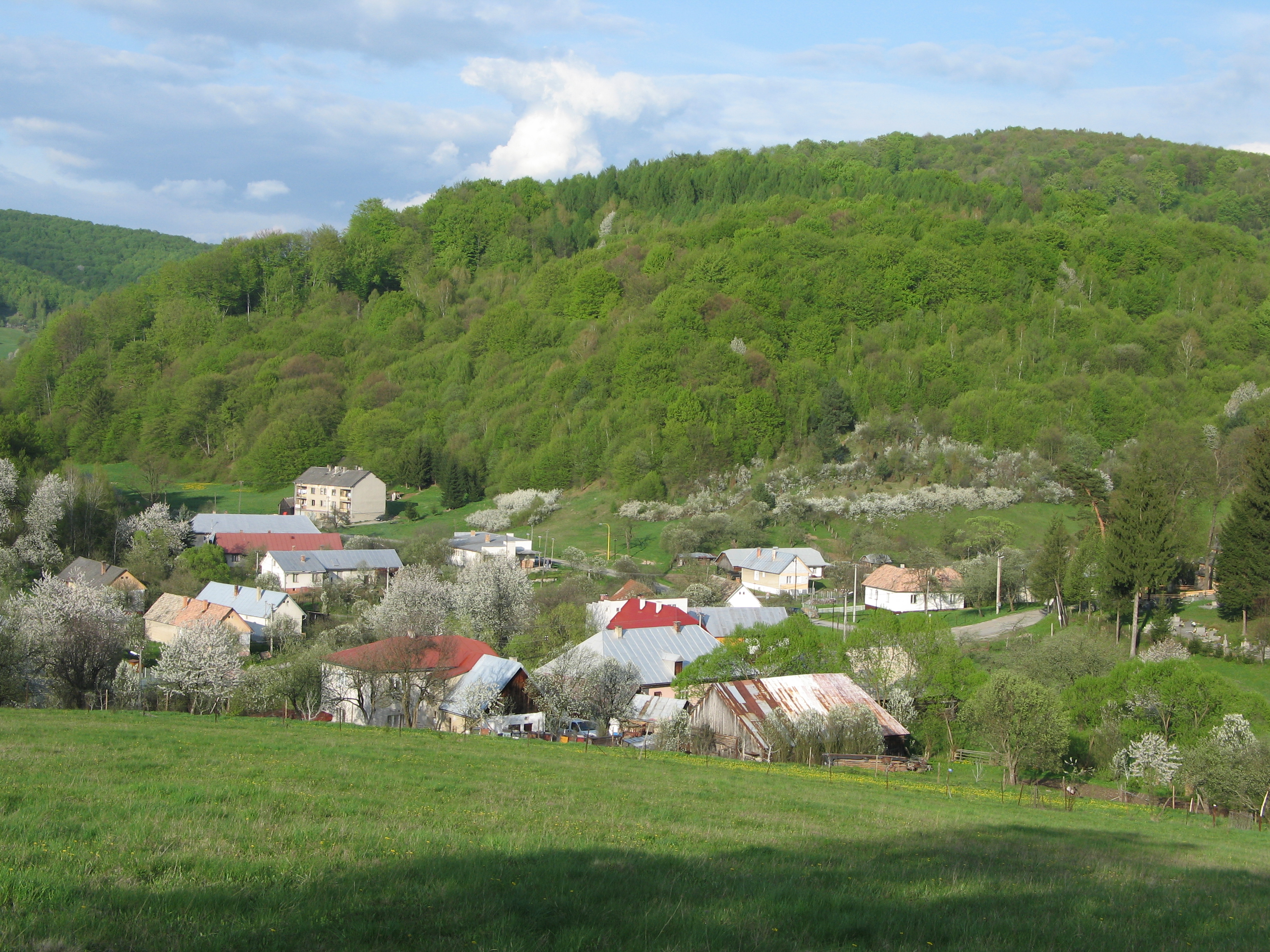
Blick auf das Dorf
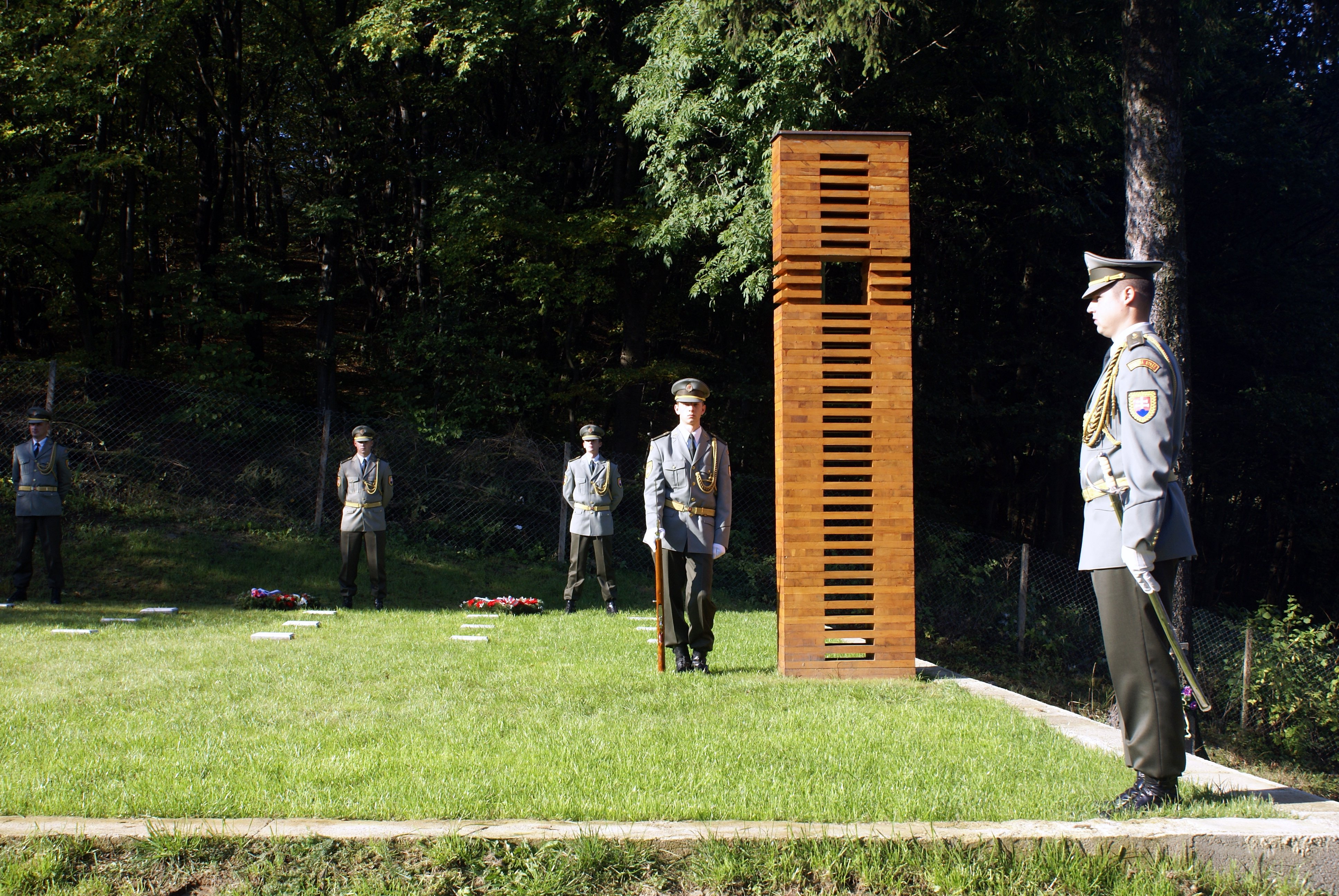
Soldatendenkmal aus dem Ersten Weltkrieg

## Bevölkerung
| Jahr                | 1994 | 2004     | 2014    | 2024     |
| ------------------- | ---- | -------- | ------- | -------- |
| Anzahl der Personen | 77   | 62       | 68      | 59       |
| Unterschied         |      | −19,48 % | +9,67 % | −13,23 % |

| Jahr                | 2023 | 2024    |
| ------------------- | ---- | ------- |
| Anzahl der Personen | 60   | 59      |
| Unterschied         |      | −1,66 % |